# 卡米尼城堡

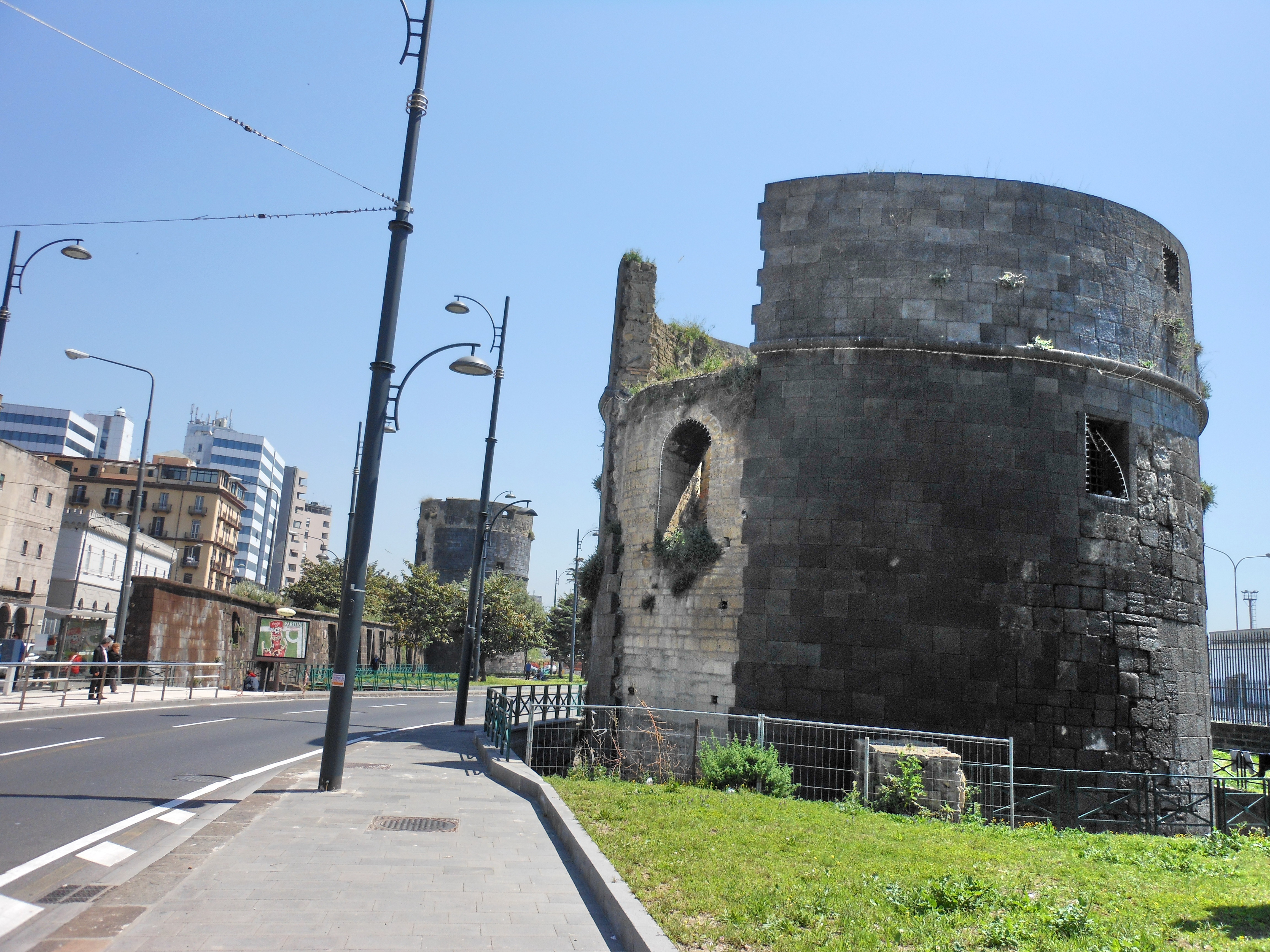
卡米尼城堡遗址

卡米尼城堡（Castello del Carmine）是意大利南部城市那不勒斯的一个城堡，是西班牙总督佩德罗·阿尔瓦雷斯·德托莱多在16世纪中叶建造的城防工事之一，矗立在当时城墙的东南角，城墙在此转折向北。该堡垒在那不勒斯的军事史中具有重大的战略价值，包括保卫帕特諾珀共和國，反抗支持国王费迪南多四世复辟的保皇主义势力。为了修建一条沿海岸和那不勒斯港的现代道路，卡米尼城堡于1900年拆除，当时那不勒斯正进行大规模城市更新。但是保留了两座塔楼和一些遗迹作为历史标志。
40°50′46″N 14°16′07″E / 40.84611°N 14.26861°E
Template:那不勒斯地标